# Jhanjhārpur
Jhanjhārpur är en ort i Indien.   Den ligger i distriktet Madhubani och delstaten Bihar, i den nordöstra delen av landet, 900 km öster om huvudstaden New Delhi. Jhanjhārpur ligger 56 meter över havet och antalet invånare är 31 283.
Terrängen runt Jhanjhārpur är mycket platt. Runt Jhanjhārpur är det mycket tätbefolkat, med 1 573 invånare per kvadratkilometer. Jhanjhārpur är det största samhället i trakten. Trakten runt Jhanjhārpur består till största delen av jordbruksmark.